# 广饶关帝庙大殿
37°03′26″N 118°24′02″E / 37.05722°N 118.40056°E
广饶关帝庙大殿位于中国山东省东营市广饶县，1996年被列为第四批全国重点文物保护单位。现为东营市历史博物馆孙武祠的一部分，称“武圣殿”。
广饶关帝庙始建于南宋建炎二年（1128年），现仅存大殿，是山东省境内现存最古老的木结构建筑。大殿坐北朝南，面阔进深均为三间，单檐歇山顶，前檐五铺作重栱出双下昂，里转五铺作重栱出双杪，后檐外转五铺作重栱出单杪单下昂。

## 历史
据清嘉庆五年（1800年）《重修乐安关帝庙碑》记载，大殿始建于南宋建炎二年（1128年），历代均有所修葺。原属寺名无考，明清时期称关帝庙。大殿作为古迹最早载入明万历乐安县志，根据地方志记载，金代承安、泰和年间首次维修；明代成化二十二年（1486年）重修，弘治十一年（1498年）新铸关羽铜像，嘉靖二十年（1541年）在大殿后建三义堂，隆庆、万历年间大殿均曾重修，并在二门左兴建钟楼；清代康熙、雍正年间拓地28亩在三义堂后建春秋楼，道光二十三年（1843年）建后殿暨观剧台，同治六年（1867年）重修春秋楼。该庙大殿前后的配套建筑自明代开始增建，至清道光年间发展成鲁北最大的关帝庙寺院，并且香火极盛。清末民初，大殿前后的配套建筑逐渐废圮，庙址南北长130余米，东西宽76米，除了南宋大殿，仍有明清时兴建的春秋楼、三义堂、东西厢房和戏楼等配套建筑
1956年，广饶县进行第一次文物普查，关帝庙大殿被识别为古建筑:64。1965年6月，文化部古代建筑修整所对关帝庙正殿进行全面勘察、测绘。1975年6月，惠民地区革命委员会政治部拨专款及木材维修关帝庙正殿。到文化大革命后期，春秋楼、三义堂等配套建筑已被全部拆除。1977年12月，关帝庙正殿“南宋大殿”被公布为山东省第一批重点文物保护单位:10-13。1981年5月，山东省文化厅拨款维修南宋大殿:14。1985年8月，广饶县财政局拨款给广饶县博物馆返修南宋大殿顶部:19。1988年，中共广饶县委党校从原关帝庙旧址迁出，旧址由广饶县博物馆接收，占地面积6652平方米，建筑面积约1590平方米:25,94。
1991年10月，除关帝庙大殿及民国门之外，关帝庙旧址的所有建筑均被拆除，原址新建孙武祠（既广饶县博物馆新馆）:30。1993年5月，东营市历史博物馆以广饶县博物馆为基础建立，与广饶县博物馆、广饶县孙子研究中心办公室以“一个机构三块牌子”的方式管理:4-6。1994年4月22日，举办孙武祠暨东营市历史博物馆落成典礼，东营市历史博物馆正式开馆:33-35。1996年11月20日，“广饶关帝庙大殿”被国务院公布为第四批全国重点文物保护单位。1997年10月，山东省文物工程公司对关帝庙大殿进行维修，更换了部分房屋构架，并重新铺设了殿前月台:38-41。2001年11月，关帝庙大殿重新安放关羽、关平和周仓塑像:51。2005年，关帝庙恢复方案被放弃，确定孙武祠仍以孙武为纪念主题，并进行改造:8-9，关帝庙大殿内的关羽像被移走，重新摆放孙武雕塑:26-31,36。

## 建筑形制
关帝庙大殿座北朝南，全木结构，硬脊、歇山、单檐、雕甍绿瓦。殿高10.38米，东西阔12.63米，进深10.70米，月台高0.73米。厅堂型构架，用六架椽屋、乳栿对四椽栿、用三柱的梁架，室内四椽栿为彻上露明造，原室外乳栿当心间为藻井，次间为平棋，斗栱重昂五铺作，用材按宋为六等材。接近宋代《营造法式》“大木作制度”的建筑规范。